# عادل محمود (طبيب)
الأستاذ الدكتور عادل محمود هو أحد رواد أبحاث اللقاحات والأمراض المعدية في العالم. حيث يعتبر من أبرز العلماء في المجال الأكاديمي والطبي في الولايات المتحدة الأمريكية. ترجع شهرته في مجال تطوير اللقاحات التي ساهمت في إنقاذ حياة مئات الملايين حول العالم من سرطان عنق الرحم أثناء خدمته كرئيس لشركة ميرك آند كو للأدوية. كما عمل كأستاذ بجامعة برينستون بالولايات المتحدة الأمريكية.

## البداية
ولد محمود في القاهرة عام 1941. وقد اتجه البروفيسور إلى مجال الطب بدافع شديد الصلة بمرض والده، حيث تعرض خلال طفولته إلى موقف تسبب في تحول طفري ورغبة مُلحة في دراسة الطب وإنقاذ أرواح المرضى، حيث اخترق جسد والده النحيل، في أحد الأيام، مرض الالتهاب الرئوي، واشتد عليه المرض ما أجبر الطفل إلى الهرع نحو إحدى الصيدليات للبحث عن حقنة البنسلين، وإنقاذ والده إلا أن محاولته باءت بالفشل وتوفى الوالد بسبب تأخر الصغير عن جلب العلاج في الوقت المناسب. تركت صدمة وفاة الأب تأثيرها الموجع على الطفل، ذي الـ10 سنوات، لكنها رسمت الخطوط الأولى لحلم العمل بالمجال الطبي، إلى أن اجتاز مرحلة الثانوية العامة بنجاح ملتحقًا بكلية الطب بجامعة القاهرة واستمر في إنجازاته بالحصول على شهادته الجامعية بل كللها بالحصول على شهادة الدكتوراة في الطب.
تركت زوجته البروفيسورة الأمريكية، سالي هودر، تعليقها حول حياته وإصراره، قائلة: «كنت أتعجب من إصراره الشديد بحياته وكنت أتسائل حول السبب، وما إن كانت تلك الدوافع نشأت من تربيته المبكرة أم أنها جزء من شخصيته».

## السفر من أجل التعليم
في عام 1968، سافر «محمود» إلى المملكة المتحدة لاستكمال دراسته وحصل على شهادة الدكتوراة للمرة الثانية عام 1971 من كلية لندن للصحة والطب المداري، وركز خلال رسالة الدكتوراه على دراسة الحمضيات، وهي نوع من خلايا الدم البيضاء، بهدف مكافحة الديدان الطفيلية، من بعدها سافر الراحل إلى الولايات المتحدة الأمريكية في 1973، من أجل استكمال دراسته والعمل هناك.
انضم إلى جامعة كيس وسترن ريسرف الأمريكية، كمدرس جامعي مساعد، وسرعان ما أثبت كفاءته وعُيّن رئيسًا لقسم الطب هناك (1987-1998)، وكان للدكتور دور فعّال في الجامعة حتى أنه ترك تأثيرًا بين الطلاب في الجامعة، وأشادت عميدة الطب في الجامعة ذاتها، باميلا ديفيس، بأداء البروفيسور ودوره بالجامعة، قائلة: «كان ذكيًا في التعامل مع المشكلات بدرجة تفوق الطبيعي حتى أن العالم صار مظلمًا بعد غيابه».

## العمل لدى شركات الأدوية
بعد تلك السنوات بالجامعة، رغب البروفيسور في استكمال نجاحاته بالبدء في مرحلة جديدة، وهي العمل ضمن إحدى شركات الطب كرئيس لقسم اللقاحات عام 1998، ودفعه التجديد نحو رغبة من نوع خاص، وهي إثبات نفسه في مجال الطب المُلتحق بالدعايا والإعلانات وعالم التسويق.
وعلّق رئيس مجلس إدارة الشركة والمدير التنفيذي، كين فرايزر، بعد رحيله: «كان شخصية محبوبة تركت تأثيرها الكبير في مجال الطب على مستوى العالم، بل وله الفضل في إنقاذ وشفاء العديد من الرضع والمراهقين، ويعتبر من الشخصيات القليلة التي تركت بصمتها في الطب عالميًا».

## التقاعد
في 2006، تقاعد البروفيسور من العمل بالشركة، وعاد إلى الدراسة الأكاديمية مقدمًا النصائح إلى أبناء جامعة وينستون سالم ستيت، الواقعة في ولاية نورث كارولينا الأمريكية، وكان يقدّم المشورة السياسية أيضًا، لذا أشاد الدكتور أنطوني فاوتشي، مدير المعهد الوطني للحساسية والأمراض المعدية،  التابع للمعاهد الوطنية للصحة، برأيه السياسي: «كان من أوائل الشخصيات التي تتجه إليه للحصول على النصائح السياسية بأصعب القضايا».
هو أيضاً عضو باللجنة الأكاديمية الوطنية للعلوم في الاتصالات العلمية والأمن القومي الأمريكي.

## أشهر أعماله
بعدها قام بأحد أشهر أعماله على الإطلاق وهو المساهمة في حل أزمة التطعيمات عام 2013 الذي شهد انتشارا لعدد من حالات التهاب السحايا بين طلبة الجامعة ولم يكن في الولايات المتحدة أي تطعيمات لهذا المرض ولم يتم تصنيع التطعيمات في أمريكا، عندها استخدم صلاته مع الجامعات الأوروبية لجلب المصل والتطعيمات لمساعدة الجامعة وكان من تدخل أيضا لدى إدارة أوباما حتى يتم الحصول على تصاريح دخول التطعيمات.
وبعد انتشار مرض إيبولا في غرب أفريقيا عام 2014 بدأ حملة لإنشاء صندوق دولي للأمصال والتطعيمات على مستوى العالم استعدادا لانتشار أمراض بشكل مفاجئ.

## وفاته
قالت صحيفة نيويورك تايمز إن عادل محمود توفي يوم 11 يونيو نتيجة نزيف في المخ بمستشفى جبل سيناء في مانهاتن، نيويورك، ولم ينشر الخبر إلا في 13 يونيو، بينما لم يصل الخبر للإعلام العربي إلا في يوم الأربعاء 20 يونيو، رغم مساهمته في إنقاذ حياة الملايين بالتطعيمات التي اخترعها.
وقد نعى مؤسس شركة مايكروسوفت بيل غيتس خبر وفاة الدكتور محمود مغرداً على تويتر: «في وقت سابق من هذا الشهر، فقد العالم واحداً من أعظم مبدعي اللقاحات في عصرنا، الطبيب عادل محمود الذي أنقذ حياة عدد لا يحصى من الأطفال».